# Lechia Gdańsk w sezonie 1952
Sezon 1952 to 8. sezon w historii Lechii Gdańsk.

## I Liga

### Wyniki
| Kolejka | Data       | Gospodarze       | Wynik | Goście           | Źródło |
| ------- | ---------- | ---------------- | ----- | ---------------- | ------ |
| 1       | 17.08.1952 | Lechia Gdańsk    | 1 - 0 | Polonia Warszawa | [ 1 ]  |
| 2       | 24.08.1952 | Ruch Chorzów     | 4 - 1 | Lechia Gdańsk    | [ 2 ]  |
| 3       | 31.08.1952 | Lechia Gdańsk    | 3 - 1 | Lech Poznań      | [ 3 ]  |
| 4       | 07.09.1952 | Lechia Gdańsk    | 5 - 0 | Cracovia         | [ 4 ]  |
| 5       | 28.09.1952 | Lechia Gdańsk    | 1 - 0 | AKS Chorzów      | [ 5 ]  |
| 6       | 05.10.1952 | Polonia Warszawa | 3 - 3 | Lechia Gdańsk    | [ 6 ]  |
| 7       | 12.10.1952 | Lechia Gdańsk    | 0 - 3 | Ruch Chorzów     | [ 7 ]  |
| 8       | 19.10.1952 | Lech Poznań      | 6 - 0 | Lechia Gdańsk    | [ 8 ]  |
| 9       | 25.10.1952 | Cracovia         | 2 - 2 | Lechia Gdańsk    | [ 9 ]  |
| 10      | 02.11.1952 | AKS Chorzów      | 2 - 0 | Lechia Gdańsk    | [ 10 ] |

### Tabela
| M | Nazwa klubu          | Mecze | Punkty | Bramki |
| 1 | Unia Chorzów         | 10    | 12     | 19-14  |
| 2 | Ogniwo Kraków        | 10    | 11     | 13-11  |
| 3 | Kolejarz Poznań      | 10    | 10     | 17-15  |
| 4 | Budowlani Gdańsk (b) | 10    | 10     | 16-21  |
| 5 | Budowlani Chorzów    | 10    | 9      | 12-13  |
| 6 | Kolejarz Warszawa    | 10    | 8      | 16-19  |

Legenda:
|     | Kwalifikacja do finału |
|     | Degradacja do II ligi  |
| (b) | Beniaminek             |

## Puchar Polski

### IV Runda
| Drużyna 1    | wynik | Drużyna 2        |
| ------------ | ----- | ---------------- |
| OWKS Wrocław | 1:2   | Budowlani Gdańsk |

### V Runda
| Drużyna 1        | wynik | Drużyna 2     |
| ---------------- | ----- | ------------- |
| Budowlani Gdańsk | 3:0   | CWKS Warszawa |

### 1/4 Finału
| Drużyna 1        | wynik     | Drużyna 2    |
| ---------------- | --------- | ------------ |
| Budowlani Gdańsk | 1:2 (dg.) | Górnik Bytom |

## Puchar Zlotu Młodych Przodowników

### Faza grupowa

#### Wyniki
| Data       | Gospodarze       | Wynik | Goście           | Źródło |
| ---------- | ---------------- | ----- | ---------------- | ------ |
| 06.04.1952 | Lechia Gdańsk    | 0 - 0 | Wawel Kraków     | [ 11 ] |
| 20.04.1952 | Lechia Gdańsk    | 1 - 0 | Polonia Bytom    | [ 12 ] |
| 27.04.1952 | Polonia Warszawa | 1 - 2 | Lechia Gdańsk    | [ 13 ] |
| 04.05.1952 | Wisła Kraków     | 2 - 2 | Lechia Gdańsk    | [ 14 ] |
| 11.05.1952 | Lechia Gdańsk    | 3 - 1 | Ruch Chorzów     | [ 15 ] |
| 18.05.1952 | Wawel Kraków     | 5 - 0 | Lechia Gdańsk    | [ 16 ] |
| 25.05.1952 | Polonia Bytom    | 1 - 0 | Lechia Gdańsk    | [ 17 ] |
| 06.07.1952 | Lechia Gdańsk    | 2 - 0 | Wisła Kraków     | [ 18 ] |
| 15.06.1952 | Ruch Chorzów     | 1 - 1 | Lechia Gdańsk    | [ 19 ] |
| 10.07.1952 | Lechia Gdańsk    | 2 - 3 | Polonia Warszawa | [ 20 ] |

#### Tabela
| M | Nazwa klubu       | Mecze | Punkty | Bramki |
| 1 | Wawel Kraków (b)  | 10    | 19     | 37-7   |
| 2 | Wisła Kraków      | 10    | 11     | 17-12  |
| 3 | Lechia Gdańsk (b) | 10    | 11     | 13-14  |
| 4 | Polonia Warszawa  | 10    | 9      | 19-16  |
| 5 | Polonia Bytom     | 10    | 5      | 10-25  |
| 6 | Ruch Chorzów      | 10    | 5      | 5-27   |

Legenda:
|     | prawo gry w finale            |
|     | prawo gry w meczu o 3 miejsce |
|     | prawo gry w meczu o 5 miejsce |
| (b) | beniaminek I ligi             |

### Turniej Finałowy
| Nazwa meczu       | Data       | Gospodarze  | Wynik | Goście        | Źródło |
| ----------------- | ---------- | ----------- | ----- | ------------- | ------ |
| Mecz o 5. miejsce | 20.07.1952 | Lech Poznań | 2 - 1 | Lechia Gdańsk | [ 21 ] |

## Bilans Meczów
| Rozgrywki                         | Mecze | Wygrane | Remisy | Przegrane | Bramki strzelone | Bramki stracone |
| --------------------------------- | ----- | ------- | ------ | --------- | ---------------- | --------------- |
| I Liga                            | 10    | 4       | 2      | 4         | 12               | 13              |
| Puchar Polski                     | 3     | 2       | 0      | 1         | 6                | 3               |
| Puchar Zlotu Młodych Przodowników | 11    | 4       | 3      | 4         | 14               | 16              |
| Suma                              | 24    | 10      | 5      | 9         | 32               | 32              |